# Palača parlamenta
Palača parlamenta (rum. Palatul Parlamentului) je zgrada u Bukureštu u kojoj je smješten parlament Rumunjske. Predstavlja jednu od najvećih građevina na svijetu po površini.
Ovaj objekt je bio građen i skoro potpuno završen još za vrijeme vladavine Ceausescua. Prvobitno se zvala Kuća naroda (rum. Casa Poporului), kako je i dan danas zovu neki Rumunji. Nakon revolucije 1989. godine preostali radovi su sporo napredovali tako da su pojedini dijelovi zgrade još nezavršeni. Međutim zgrada je u uporabi i u njoj su (između ostalog) smještena i oba doma parlamenta.
Nalazi se u Bukureštu, glavnom gradu Rumunjske na desnom boku rijeke Ilov. Palača je okružena parkovima, zgradama i glavnim ulicama.

## Povijest
Godine 1977. potres je pogodio Rumunjsku, koji je predsjedniku Ceausescuu poslužio kao razlog da gradi palaču, koja je trebala biti sjedište predsjednika i mnogih državnih institucija.
Kamen temeljac je položen 25. lipnja 1984. godine u doba kada je gospodarstvo Rumunjske stagniralo i ovaj megalomanski projekt bio je 70% nacionalnog dohotka države u godinama u kojima se ostvarivao. Ovo je završilo bijesom naroda i pogibijom Nicolae Ceausescua 1989. poslije Temišvarske revolucije. Glavni arhitekt bila je Anca Petrescu.
Radovi do danas nisu završeni i to se zasad ne planira na podzemnim katovima, a nije ni postavljen planirani namještaj bivšeg diktatora. Poslije revolucije su nedostajala sredstva za održavanje palače. Od 1997. godine tu je sjedište parlamenta i drugih institucija, ali ipak znatan dio palače stoji neiskorišten. Ovdje se 2008. godine održao summit NATO-a.

## Činjenice o zgradi
Zgrada od početka nije imala neki određeni stil i tu nalazimo veliki broj raznih stilova. Nalazi se u sredini parka na 300,000 četvornih metara (bez palače). Široka je 240 metara, dužina joj je 270 metara, a visina 86 metra dok je daljnjih 92 metra zgrade sakriveno u podzemnom ogromnom parkingu i krije u sebi 12 nadzemnih i 8 podzemnih katova.
Nikola Ceausescu se plašio atentata i dao je sebi sagraditi atomsko sklonište s nekoliko tunela za bijeg.
Tu možemo naći tri milijuna tona mramora, 3 500 tona kristala na 480 lustera i 1400 stropnih svjetiljki i mnoga ogledala dok su daljnja 900 lustera od stakla. Ima 700 tona bronce, skoro milijun prostornih metara drva kao i ¼ milijuna tepiha, zatim slijedi 5500 tona betona i 7 000 tona čelika te 3 500 metara kvadratnih kože. Neke od dvorana su visine 20 metara. Tu se nalazi i dvotonska zavjesa koja je morala biti tkana na licu mjesta, a neke od zavjesa su protkane zlatom i srebrom. Svi ovi elementi su rumunjskog podrijetla.